# Pasar Baru (Medan Kota)
Pasar Baru is een bestuurslaag in het regentschap Medan van de provincie Noord-Sumatra, Indonesië. Pasar Baru telt 2881 inwoners (volkstelling 2010).